# Economische expansie
Dit artikel gaat over een fase in de conjunctuurcyclus. Zie Economische groei voor economische expansie in het algemeen.

Volledige conjunctuurcyclus - het gele gedeelte is de expansiefase

Economische expansie is de opgaande lijn in de conjunctuurcyclus, een periode van economische groei, gemeten aan de hand van een stijging van het reële bruto binnenlands product. Economische expansie wordt gekenmerkt door het toenemen van economische activiteiten: de productie en investeringen stijgen, bankleningen zijn gemakkelijk verkrijgbaar, de werkloosheid neemt af, de hoeveelheden beschikbare goederen en diensten stijgen. Er is een sfeer van algemeen optimisme. 
Expansie kan worden veroorzaakt door factoren buiten de economie, zoals weersomstandigheden of technische veranderingen, bijvoorbeeld innovaties, òf door factoren binnen de economie, zoals fiscaal beleid, monetair beleid, bredere en/of goedkopere beschikbaarheid van krediet, lagere rentetarieven of andere economische of juridische stimulansen voor producenten. Ook mondiale groei kan de economische activiteit stimuleren, via hogere export.

## Expansie bij bedrijven
Expansie bij bedrijven betekent schaalvergroting. Dat kan op twee manieren:
- via interne expansie: uitbreiding van de productiecapaciteit, waardoor de productie wordt vergroot, bijvoorbeeld door de huidige locatie uit te breiden, nieuwe vestigingen te openen of nieuwe producten uit te vinden en te gaan produceren
- via bedrijfsintegratie: overname van of fusie met andere bedrijven.

## Geraadpleegde bronnen
Dit artikel of een eerdere versie ervan is een (gedeeltelijke) vertaling van het artikel Economic expansion op de Engelstalige Wikipedia, dat onder de licentie Creative Commons Naamsvermelding/Gelijk delen valt. Zie de bewerkingsgeschiedenis aldaar.